# Dove Attia
Dove Attia, vero nome Jules Dove Attia (Tunisi, 8 giugno 1957), è un produttore discografico e sceneggiatore tunisino naturalizzato francese, è stato insegnante, direttore-generale e imprenditore, è produttore di commedie musicali franco-tunisino.
È apparso in televisione nel 2003 come membro della giuria di À la Recherche de la Nouvelle Star (Alla ricerca della nuova star), un talent show trasmesso su M6.

## Biografia
Dove Attia è francese, nato in Tunisia da padre tunisino di condizione modeste e madre francese.
A 15 anni si appassiona alla chitarra, composizione e canto. Per l'amore verso il rock fonda un gruppo con dei compagni del liceo.
Dopo aver ottenuto un baccalaureato scientifico, s'insedia a Parigi per frequentare due anni di classe preparatoria al Liceo Chaptal, poi un altro di Matematica speciale al lycée Saint-Louis. Nel 1978, supera il concorso di ammissione all'École polytechnique.
Cerca di conseguire un Diploma di Studi Approfonditi presso l'Università Paris IX - Dauphine, al quale rinuncia dopo un anno.

### Insegnante
Lavora nel dipartimento di matematica e fisica al liceo Chaptal, lo stesso dove aveva cominciato la sua preparazione dei concorsi. Fonda nel 1983 Prépa-Sciences, un organismo di perfezionamento e di metodologia per preparare i concorsi per le grandi scuole. Nel 1990, si associa ad un altro istituto privato, l'IPGE, per fondare IPECOM che dirige, aiutato da Annie Reithman.

### Direttore generale e presidente
Negli anni 1990, è direttore generale di TF1 International, filiale incaricata della vendita dei diritti audiovisivi all'estero. Nel 1998, diventa presidente della filiale europea di Tekelec, società d'origine americana nel settore delle telecomunicazioni.

### Cronista, redattore e autore
Mentre lavora per TF1, Dove Attia incontra Léon Zitrone, con cui realizza una collezione di video commentando i più grandi avvenimenti del XX secolo. La morte del celebre giornalista nel 1995 interrompe un altro progetto di collaborazione. Nel 1996, pubblica un libro, scritto insieme ad Albert Cohen, La légende du 100 m, un siècle pour une seconde.

### Sceneggiatore
Dove Attia scrive in collaborazione con Lambert Vincent il copione di Passion assassine, un lungometraggio d 93 minuti uscito nel 2000 per la televisione, realizzato da Didier Delaitre, prodotto da "7 Films" (Élie Chouraqui e Albert Cohen) e M6.

### Produttore
Passa alla produzione di commedie musicali e nel 2000, produce Les 10 Commandements (I Dieci Comandamenti) con Albert Cohen e Élie Chouraqui, con il quale aveva lavorato su diversi progetti. Partecipa alla scrittura del copione con altri due autori, Jacques Domas e Joanne-C Azoubel, mentre Élie Chouraqui ricopre il ruolo di regista.
La lista delle sue produzioni più conosciute:
- Les Dix Commandements  (I Dieci Comandamenti, marzo 2000)
- Autant en emporte le vent (Via col Vento, ottobre 2003)
- Les Hors-la-loi (marzo 2005)
- Le Roi Soleil (Il Re Sole, settembre 2005)
- Dothy et le Magicien d'Oz (Dothy e il Mazo di Oz, 2009)
- Mozart, l'opéra rock (2009)
- 1789, les amants de la Bastille (1789, gli innamorati della Bastiglia, 2012)
- La légende du Roi Arthur (La leggenda di Re Artù, 2014)

### Giurato
Nel 2003, Dove Attia entra nella televisione su M6 come membro della giuria del programma di talent À la Recherche de la Nouvelle Star al fianco di Varda Kakon, Lionel Florence e André Manoukian. Per la stagione seguente, nel 2004, Dove Attia è di nuovo nella giuria, ma con due nuovi membri, Marianne James e Manu Katché. Prosegue in questo ruolo fino al 2007. Questo programma gli permettere di essere conosciuto al grande pubblico